# Barrayar
Barrayar (titre original (en) Barrayar) est un roman de science-fiction de l'écrivaine américaine Lois McMaster Bujold, paru en 1991. Il fait partie de la Saga Vorkosigan dont il constitue le troisième volet suivant l'ordre chronologique de l'univers de la Saga Vorkosigan.
Les éditions J'ai lu ont réédité l'ensemble des œuvres de la saga Vorkosigan en intégrale dans des traductions révisées. Le titre français du roman Barrayar n'a pas changé à sa réédition en 2011.

## Résumé
Cordelia ayant rejoint Aral Vorkosigan sur Barrayar, la régence de l'empire est confiée à ce dernier. Mais la situation politique n'est pas de tout repos.
L'empereur Ezar est mort en laissant pour héritier son petit-fils Gregor. Celui-ci n'a que cinq ans. La mère de Gregor, la princesse douairière Kareen, s'était efforcée par pur calcul d'assurer son avenir et celui de son fils en se rapprochant du comte Vidal Vordarian, espérant qu'à la mort prévisible d'Ezar, Vordarian pourrait la protéger des goûts pervers de son époux le prince Serg. Mais la mort prématurée de Serg a rendu cette alliance obsolète avant qu'elle ne se concrétise. Serg n'est plus, et Aral Vorkosigan a juré de la protéger en devenant régent. Mais Vordarian, voyant non seulement le pouvoir impérial, mais l'amour de Kareen lui échapper, choisit la révolte.
Un attentat visant le régent atteint également son épouse, enceinte : le gaz toxique répandu dans leur chambre à coucher oblige celle-ci à accoucher prématurément de Miles Vorkosigan, pour que celui-ci finisse sa gestation dans un réplicateur utérin. Le gaz étant tératogène, Miles doit subir un lourd traitement pour simplement survivre : il restera difforme et fragile. Mais sa situation empire lorsque la révolte de Vordarian oblige Aral Vorkosigan et Cordelia à fuir avec l'enfant-empereur Gregor alors que Miles, encore en gestation, reste dans la capitale. Vordarian se sert de Miles comme otage : mal lui en prendra, Cordelia parvient à infiltrer la ville, puis le palais pour récupérer son fils. La princesse Kareen meurt au cours de l'opération, et Cordelia, au cours de leur fuite, ordonne l'exécution de Vordarian. Ramenant sa tête au quartier général de son mari, elle met ainsi de fait fin à la guerre civile.

## Éditions
- Barrayar, Baen Books, 1991
- Barrayar, J'ai lu, Coll. « Science-Fiction », no 3454, 1993, traduction de Michel Deutsch  (ISBN 2-277-23454-0)
- Barrayar, J'ai lu, Coll. « Science-Fiction », no 3454, 1994, traduction de Michel Deutsch  (ISBN 2-277-23454-0)
- Barrayar, J'ai lu, Coll. « Science-Fiction », no 3454, 1996, traduction de Michel Deutsch  (ISBN 2-290-03454-1)
- Barrayar, J'ai lu, Coll. « Science-Fiction », no 3454, 2001, traduction de Michel Deutsch  (ISBN 2-290-31315-7)
- Barrayar, J'ai lu, Coll. « Science-Fiction », no 3454, 2004, traduction de Michel Deutsch  (ISBN 2-290-31315-7)
- Barrayar, in recueil La Saga Vorkosigan : Intégrale - 1, J'ai lu, Coll. « Nouveaux Millénaires », 2011, traduction de Michel Deutsch révisée par Sandy Julien  (ISBN 978-2290029183)